# Karmakanic
I Karmakanic sono una band progressive rock fondata a Malmö, Svezia nel 2002 dal bassista Jonas Reingold (The Flower Kings).

## Stile Musicale
La loro musica è caratterizzata da contrasti dinamici taglienti, pause, tempi e metriche complesse. Anche i testi sono astratti e non mancano lunghe parti strumentali. La loro musica è influenzata dai gruppi classici del progressive come Yes, Genesis e Emerson, Lake & Plamer. Allo stesso tempo, però combinano suoni con sintetizzatori e distorsori come le più recenti band progressive come ad esempio: Dream Theater, Symphony X e The Flower Kings.

## Formazione

### Attuale
- Göran Edman – voce
- Krister Jonsson – chitarra
- Lalle Larsson – tastiera
- Jonas Reingold – basso
- Morgan Ågren – batteria

## Discografia
- Entering the Spectra - pubblicato il 7 ottobre 2002 dall'etichetta Regain[2]
- Wheel of Life - pubblicato il 14 settembre 2004 dall'etichetta The End[2]
- Who's the Boss in the Factory? - pubblicato il 18 novembre 2008 da Inside Out[2]
- In A Perfect World - pubblicato il 26 luglio 2011 da Inside Out[2]
- Dot - pubblicato il 22 luglio 2016 da Inside Out[3]